# تیم ملی فوتسال بلژیک
تیم ملی فوتسال بلژیک  نماینده بلژیک در مسابقات بین‌المللی فوتسال و یکی از تیم‌های فوتسال اروپایی است. 
بلژیک در ٣ دوره جام جهانی شرکت کرده و مقام چهارمی جام جهانی فوتسال ۱۹۸۹ را در کارنامه دارد.
این تیم در مسابقات قهرمانی فوتسال اروپا  سال ١٩٩۶ مقام سومی را کسب کرده است.